# Renée Richards
Renée Richards (Nueva York, Estados Unidos,19 de agosto de 1934) es una tenista, militar y médica oftalmóloga estadounidense que acaparó la atención mundial en los años 70, tras realizarse una cirugía de cambio de sexo en 1975. En 1976, la Asociación de Tenis de Estados Unidos (USTA) le negó la participación en el Abierto de Estados Unidos. Debido a ello, Richards apeló a la Corte Suprema de Nueva York, que falló a su favor en 1977.

## Vida
Richards nació un 19 de agosto de 1934 en la ciudad de Nueva York bajo el nombre de Richard Raskind. Hija del ortopedista David Raskind, y la psiquiatra y profesora de la Universidad de Columbia, Muriel Bishop, además tiene una hermana de nombre Josephine.
Durante su infancia asistió al Horace Mann School donde se desempeñó como jugadora de fútbol, básquetbol y como nadadora. Al finalizar su período escolar entró a la Universidad de Yale donde fue nombrada capitana del equipo de tenis masculino. Tras regresar de Yale, estudió en la Universidad Rochester Medical Center, donde se especializó en oftalmología. Se graduó en 1959 y realizó una pasantía de 2 años en el Hospital de Lenox Hill en Nueva York.
Se unió a la marina de Estados Unidos en 1963 con el fin de continuar su formación médica. Durante este tiempo jugó tenis como representante de la Armada, y ganó el sencillos y dobles en el campeonato All Navy. Reconocida por su afamada zurda, fue considerada como una de los 20 mejores jugadores de tenis masculino, a nivel nacional. 
Desde pequeña, Renée mostró un afán por usar prendas femeninas, lo que fue un precedente a futuro, y uno de los tantos hechos que explican su cambio de sexo. Así especificó su hermana, en sus declaraciones para el famoso documental estrenado en ESPN, la cinta llamada Renée, del director Erick Drath. 
Se casó con una mujer llamada Bárbara Mole en junio de 1970, con quien vivió cinco años de matrimonio, los que dieron por fruto a su único hijo, Nicholas Raskind, nacido en 1972.

## Richards y su popular carrera
Reconocida y famosa desde su adolescencia, llegó a ser top ten del ranking de la Costa Este. Es decir, a nivel local Richards tenía un futuro promisorio: era la joven promesa de Estados Unidos. 
En Yale su suerte no cambió y continuó mostrando sus aptitudes como tenista, dejando en claro que poseía una zurda y movimientos peculiares. Renée tenía una estatura ideal para el deporte blanco: la neoyorquina medía 188 cm, altura que le permitía realizar un buen servicio, además de tomar la red y cubrir los espacios para reducir las posibilidades de ser vulnerada por un passing rival.
Su nombre no tardó en hacerse conocido, porque fue elegido como la capitana y figura del equipo de tenis de Yale. Sin lugar a dudas, Renée adquirió popularidad por lo gran jugadora que era.
Después de su paso por esta universidad y después por Rochester, siguió compitiendo por la marina. Conformó el equipo de esta rama del ejército. Más adelante y como oftalmóloga, continuaba jugando tenis, pero ya no figuraba en el circuito amateur. Inclusive a la aparición de la era abierta, o la ATP, Richards estaba en pleno proceso de transición de género, por ende desde el anonimato remecería el recién instaurado tenis profesional, a eso del año 1977 volvería, pero al circuito profesional femenino (WTA), ya como Renée Richards.

## Reasignación de sexo
Richards comenzó a tratarse con el Doctor Charles Ihlenfeld, recibiendo por parte de éste, inyecciones de hormonas que ayudarían a la concreción de su cambio de sexo. 
A mediados de los '60 quiso concretar su cambio de sexo; sin embargo, desistió de esta idea. Finalmente, a principios de 1970 Raskind decidió realizarse la cirugía de reasignación sexual, proceso que luego de años de asesoramiento psicológico y tratamientos hormonales, se concretó en 1975. Dicha operación la llevó a cabo el médico urólogo argentino Roberto Concepción Granato.
Además cambió su identidad: desde ese entonces comenzó a llamarse Renée Richards. Se dice[¿quién?] que el nombre Renée significa renacida.
Tras su cirugía Renée se mudó a California donde se empleó como oftalmóloga.

## Arrepentimiento tras la operación
A pesar de llegar a convertirse en un símbolo de la comunidad transgénero a finales del siglo XX, Richards sufría una pesadilla detrás de las cámaras. En una entrevista concedida a la revista ‘Tennis Magazine’ en 1999, Richards confesó la realidad del cambio de sexo. “Sé en el fondo que soy una mujer de segunda clase, si hubiera tomado una droga que me redujera la presión la hubiera tomado sin pensar antes que operarme. No quiero ser ningún ejemplo a seguir para personas transexuales. Quiero decir públicamente que hay mejores opciones a la operación de cambio de sexo; hay muchas opciones a destrozarte la vida por la confusión de no saber quién eres”.

## La vida como Renée
Después de mudarse a California, Richards jugó en campeonatos regionales para su club local, bajo el nombre de Renée Clark. En el verano de 1976 entró en los campeonatos de tenis del torneo Lahoya, donde se destacó por su apabullante zurda. Luego la invitaron a jugar en el Open Week en South Orange, Nueva Jersey y al US Open (de 1976). También fue entrenadora de Martina Navratilova y Andrea Leand.

## Polémica
Se cree que fue un periodista quien descubrió la verdadera identidad de Renée, ya que los movimientos y el físico le recordaban a Richards. Cuando las jugadoras del US Open supieron que Renée participaría en dicho torneo, comenzaron a protestar alegando que ella poseía ventajas físicas por ser biológicamente un hombre.
Cuando se conoció la participación de Richards en el US Open, la Asociación de Tenis de Estados Unidos (USTA) exigió una prueba de cromosomas a todos los atletas. Renée se negó a realizarse dicha prueba, por lo que se le negó la posibilidad de participar en el torneo. Sin embargo, Richards llevó su caso a tribunales.
La Corte estadounidense, por medio del juez Alfred Ascione, falló a favor de Richards y la USTA debió permitirle la participación en el US Open de 1977. En dicho torneo llegó a la final de dobles junto a Betty Ann Stuart.

## Retiro del tenis profesional
Renée Richards se retiró del tenis profesional en 1981, a sus 47 años. Se mudó a Park Avenue en Nueva York donde se dedicó al ejercicio de la oftalmología. Se convirtió en directora de oftalmología en el Manhattan Eye, Ear and Throat Hospital. También se desempeñó como consejera editorial de la Revista de Oftalmología Pediátrica y Estrabismo.

## Autobiografías y documentales
En 1983 Richards publicó su primera autobiografía titulada Second Serve y en 2007 publicó su segunda autobiografía titulada No Way Renée: The Second Half of My Notorious Life. En 2011 se estrenó Renée, una película documental que cuenta la historia de su vida. Esta fue estrenada el 4 de octubre de 2011 por el canal ESPN. En 1986, se estrenó Second Serve, película biográfica para la televisión sobre Richards, basada en su libro autobiográfico. Fue dirigida por Anthony Page y Vanessa Redgrave le interpretó en el filme.

## Actuaciones en US OPEN
La tenista tuvo cinco participaciones en el Abierto de Estados Unidos, siendo el año 1955 y 1957 su mejor actuación, donde llegó a segunda ronda. En contraste, el año 1953, 1956 y 1960 quedó eliminada en primera ronda. 
Ya como Renée Richards en individuales tuvo cinco apariciones. Alcanzó la tercera ronda en 1979, siendo su actuación más destacada en singles. El año posterior fue eliminada en segunda ronda. Mientras que no pasó la primera ronda en 1977, 1978 y 1981.
En dobles tuvo una actuación destacada en su primer año de participación como fémina, es decir, el año 1977 alcanza la final. Al siguiente año se quedó estancada en segunda ronda. En 1980 y 1981 perdió en segunda ronda. 
Mientras que en dobles mixtos tuvo sólo tres participaciones, categoría que logró llegar a la semifinal en 1979. El año anterior no pasó más allá de tercera ronda. En 1980, fecha donde actuó por última vez con pareja diferente, no pasó rondas.